# The Blob (1958)
The Blob is een film uit 1958 van Irvin S. Yeaworth Jr., met Steve McQueen, Aneta Corsaut en Earl Rowe. De productie werd oorspronkelijk uitgebracht op 12 september 1958 in de Verenigde Staten en werd gedistribueerd door Paramount Pictures. In 1988 verscheen er een remake.

## Verhaal
Een onbekend wezen uit de ruimte komt in een klein Amerikaans stadje op aarde terecht via een meteoriet.
Een groepje tieners (waaronder Steve McQueen) merkt de meteoriet op en waarschuwt de rest van het stadje voor het mysterieuze wezen, dat lijkt op een reusachtige gelatinepudding. Niemand gelooft hen echter, maar al snel wordt duidelijk dat de steeds groeiende "Blob" een grote bedreiging vormt voor het stadje en misschien wel voor de hele wereld.
Na verloop van tijd bereikt het monster het stadje en begint het alles en iedereen op zijn pad te verslinden. Men onderneemt een aantal pogingen het ding een halt toe te roepen, maar deze zijn tevergeefs. Uiteindelijk ontdekken de inwoners van het stadje dat de "Blob" gestopt kan worden door hem te bevriezen.
Aan het einde van het verhaal zien we de "Blob" door het leger gedropt worden op Antarctica waar de "Blob" bevroren blijft. Tenminste, zolang het vriest op Antarctica...

## Rolverdeling
| Acteur        | Personage     |
| ------------- | ------------- |
| Steve McQueen | Steve Andrews |
| Aneta Corsaut | Jane Martin   |
| Olin Howland  | Oude man      |
| Elbert Smith  | Henry Martin  |
| Hugh Graham   | Mr. Andrews   |
| Earl Rowe     | Lt. Dave      |

## Achtergrond

### Productie
De film zou oorspronkelijk de titel "The Molten Meteor" krijgen totdat scenarist Kay Linaker had voorgesteld om de titel van de film naar de naam van het monster te laten verwijzen ("The Blob"), dit was eerst "The Glob". Maar nadat men, onterecht, vernam dat deze naam al in gebruik was, besliste men deze te wijzigen in "The Blob".
De film is gefilmd in en rond Valley Forge, Pennsylvania. "The Blob" is gefilmd in kleur en in Widescreen.

### Overige informatie
- In 1972 kreeg de film een vervolg getiteld Beware! The Blob. Deze was echter meer bedoeld als komische film.
- In 1988 verscheen een remake van de film.
- De themasong van de film ("Beware of the blob") werd een hit in de Verenigde Staten.
- De film werd ook het debuut voor Steve McQueen.
- Steve McQueen ontving slechts $3000 voor deze film.

## Prijzen en nominaties
"The Blob" werd in 2008 genomineerd voor de TV Land Award, in de categorie: "Best Movie to Watch at the Drive-in".